# Ononis laxiflora
Ononis laxiflora är en ärtväxtart som beskrevs av René Louiche Desfontaines. Ononis laxiflora ingår i släktet puktörnen, och familjen ärtväxter. Inga underarter finns listade i Catalogue of Life.